# Australobius viduus
Australobius viduus är en mångfotingart som beskrevs av Carl Graf Attems 1932. Australobius viduus ingår i släktet Australobius och familjen stenkrypare.
Artens utbredningsområde är Papua Nya Guinea. Inga underarter finns listade i Catalogue of Life.